# Cottenchy
Cottenchy est une commune française située dans le département de la Somme en région Hauts-de-France.

## Géographie

### Localisation
Cottenchy est un village picard de l'Amiénois.
À vol d'oiseau, la localité est située à 6 km au nord d'Ailly-sur-Noye, 9 km au nord-ouest de Moreuil, 11 km au sud-est d'Amiens, 14 km au sud-ouest de Corbie et à 46 km au nord-est de Beauvais.
Le territoire de la commune est limitrophe de ceux de sept communes.
Les communes limitrophes sont Boves, Dommartin, Estrées-sur-Noye, Fouencamps, Grattepanche, Remiencourt et Sains-en-Amiénois.

### Hydrographie

#### Réseau hydrographique
La commune est située dans le bassin Artois-Picardie. Elle est drainée par la Noye, l'Echaut et un autre petit cours d'eau.
La Noye, d'une longueur de 33 km, prend sa source dans la commune de Vendeuil-Caply et se jette  dans l'Avre à Boves, après avoir traversé 13 communes. Les caractéristiques hydrologiques de la Noye sont données par la station hydrologique située sur la commune. Le débit moyen mensuel est de 1,12 m3/s. Le débit moyen journalier maximum est de 3,29 m3/s, atteint lors de la crue du 29 mai 2018. Le débit instantané maximal est quant à lui de 3,61 m3/s, atteint le 22 juin 2021.

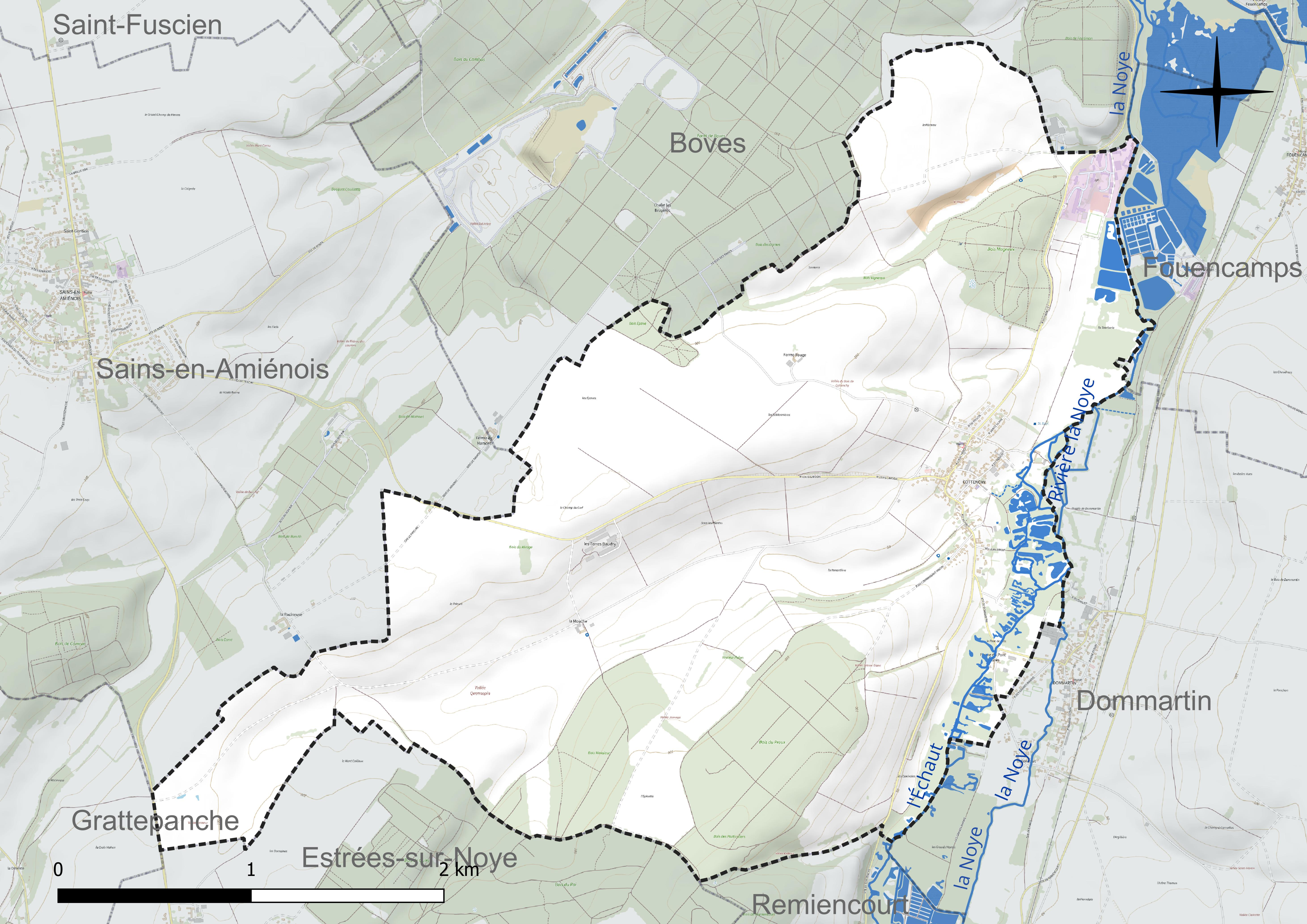
Réseau hydrographique de Cottenchy.

#### Gestion et qualité des eaux
Le territoire communal est couvert par le schéma d'aménagement et de gestion des eaux (SAGE) « Somme aval et Cours d'eau côtiers ». Ce document de planification concerne un territoire de 1 835 km2 de superficie, délimité par le bassin versant de la Somme canalisée. Le périmètre a été arrêté le 29 avril 2010 et le SAGE proprement dit a été approuvé le 6 août 2019. La structure porteuse de l'élaboration et de la mise en œuvre est le syndicat mixte d'aménagement hydraulique du bassin versant de la Somme (AMEVA).
La qualité des cours d'eau peut être consultée sur un site dédié géré par les agences de l'eau et l'Agence française pour la biodiversité.

### Climat
Pour des articles plus généraux, voir Climat des Hauts-de-France et Climat de la Somme.
En 2010, le climat de la commune est de type climat océanique dégradé des plaines du Centre et du Nord, selon une étude du CNRS s'appuyant sur une série de données couvrant la période 1971-2000. En 2020, Météo-France publie une typologie des climats de la France métropolitaine dans laquelle la commune est exposée à un climat océanique et est dans la région climatique Nord-est du bassin Parisien, caractérisée par un ensoleillement médiocre, une pluviométrie moyenne régulièrement répartie au cours de l'année et un hiver froid (3 °C).
Pour la période 1971-2000, la température annuelle moyenne est de 10,5 °C, avec une amplitude thermique annuelle de 14,2 °C. Le cumul annuel moyen de précipitations est de 646 mm, avec 11,1 jours de précipitations en janvier et 8 jours en juillet. Pour la période 1991-2020, la température moyenne annuelle observée sur la station météorologique la plus proche, située sur la commune de Glisy à 8 km à vol d'oiseau, est de 11,1 °C et le cumul annuel moyen de précipitations est de 646,6 mm,. Pour l'avenir, les paramètres climatiques de la commune estimés pour 2050 selon différents scénarios d'émission de gaz à effet de serre sont consultables sur un site dédié publié par Météo-France en novembre 2022.

## Urbanisme

### Typologie
Au 1er janvier 2024, Cottenchy est catégorisée commune rurale à habitat dispersé, selon la nouvelle grille communale de densité à sept niveaux définie par l'Insee en 2022.
Elle est située hors unité urbaine. Par ailleurs la commune fait partie de l'aire d'attraction d'Amiens, dont elle est une commune de la couronne,. Cette aire, qui regroupe 369 communes, est catégorisée dans les aires de 200 000 à moins de 700 000 habitants,.

### Occupation des sols
L'occupation des sols de la commune, telle qu'elle ressort de la base de données européenne d'occupation biophysique des sols Corine Land Cover (CLC), est marquée par l'importance des territoires agricoles (75,3 % en 2018), une proportion sensiblement équivalente à celle de 1990 (75,5 %). La répartition détaillée en 2018 est la suivante : 
terres arables (72,1 %), forêts (17,2 %), zones urbanisées (3,4 %), zones humides intérieures (3,4 %), prairies (1,7 %), zones agricoles hétérogènes (1,5 %), eaux continentales (0,7 %). L'évolution de l'occupation des sols de la commune et de ses infrastructures peut être observée sur les différentes représentations cartographiques du territoire : la carte de Cassini (XVIIIe siècle), la carte d'état-major (1820-1866) et les cartes ou photos aériennes de l'IGN pour la période actuelle (1950 à aujourd'hui).

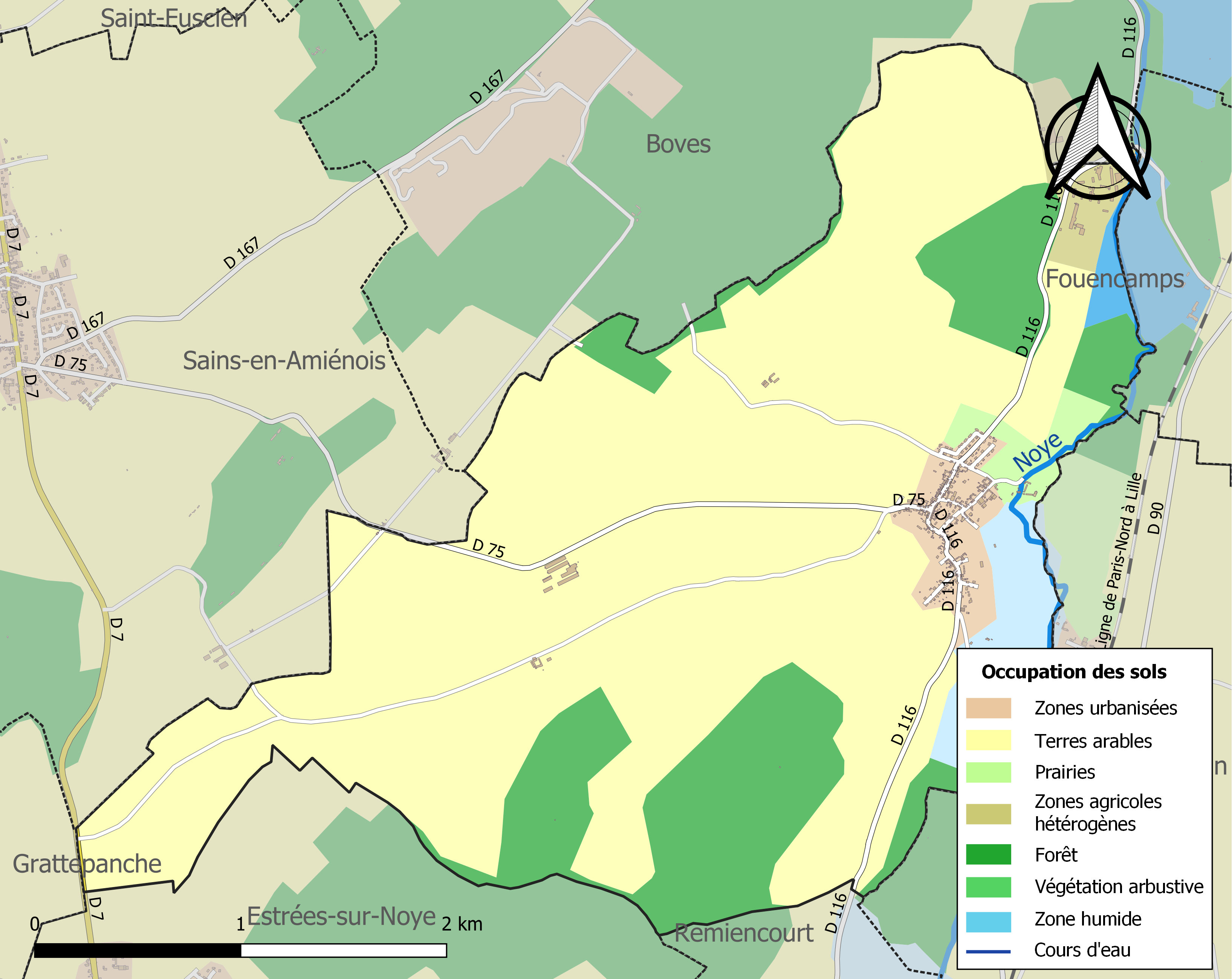
Carte des infrastructures et de l'occupation des sols de la commune en 2018 (CLC).

### Voies de communication et transports
La localité est desservie par les lignes d'autocars du réseau Trans'80, Hauts-de-France, tous les jours sauf le dimanche et les jours fériés (ligne no 741, Montdidier - Ailly-sur-Noye - Amiens).
La commune est desservie par la ligne T39 du réseau Ametis, qui assure quelques allers-retours entre la gare d'amiens et le lycée du Paraclet, situé a Cottenchy, du lundi au vendredi. Elle ne circule pas pendant les vacances scolaires.

## Toponymie
Le nom de la localité est attesté sous les formes Costenceium (1069.) ; Costencey (106..) ; Costeney (1105.) ; Costenciolum (1140.) ; Costenci (116..) ; Costenceul (1164.) ; Costencol (1164.) ; Costencheul (1166.) ; Costencuel (1176.) ; Costenchi (1245.) ; Costenchuel (1247.) ; Costenchy (1301.) ; Constanchuel (1337.) ; Cotenchi (1345.) ; Cotherity (1487.) ; Cotency (1507.) ; Cotenchy (1507.) ; Contenchy (1507.) ; Cottensy (1579.) ; Cothenchy (1657.) ; Conterchy (1657.) ; Cournechy (1710.) ; Contenchi (1733.) ; Cottenchy (1757).

## Histoire
Grâce à la photographie aérienne, Roger Agache a découvert  des substructions d'une villa gallo-romaine au Bois de Cottenchy.
Au XVIe siècle, les artisans du village réparent la flèche de la cathédrale d'Amiens après un incendie.
En 1653, lors de la Fronde, les Espagnols ravagent le village et le détruisent presque complètement.
Des pèlerinages sont organisés vers l'église Saint-Marcel pour vénérer saint Druon qui accomplit régulièrement des miracles.
Première Guerre mondiale
Le village a subi des destructions durant la Première Guerre mondiale.
La commune a été décorée de la Croix de guerre 1914-1918 le 28 octobre 1920.
Deuxième Guerre mondiale
Hébérgé par le docteur Antonin Mans, résistant, Jean Moulin réside à Cottenchy en mai 1941.

## Politique et administration

### Rattachements administratifs et électoraux
La commune se trouvait de 1793 à décembre 2016 dans l'arrondissement d'Amiens du département de la Somme, date à laquelle elle a été rattachée à l'arrondissement de Montdidier. Pour l'élection des députés, elle fait partie depuis 2012 de la deuxième circonscription de la Somme.
Elle faisait partie depuis 1793 du canton de Boves. Dans le cadre du redécoupage cantonal de 2014 en France, la commune est intégrée au canton d'Ailly-sur-Noye.

### Intercommunalité
La commune était membre de la communauté de communes du Val de Noye, créée par un arrêté préfectoral du 11 mai 2001, et qui succèdait, conformément aux dispositions de la Loi Chevènement, au district du Val de Noye, créé en 1994.
Dans le cadre des dispositions de la loi portant nouvelle organisation territoriale de la République du 7 août 2015, qui prévoit que les établissements publics de coopération intercommunale (EPCI) à fiscalité propre doivent avoir un minimum de 15 000 habitants, la préfète de la Somme propose en octobre 2015 un projet de nouveau schéma départemental de coopération intercommunale (SDCI) prévoyant la réduction de 28 à 16 du nombre des intercommunalités à fiscalité propre du département.
Après des hypothèses de regroupement des communautés de communes du Grand Roye (CCGR), du canton de Montdidier (CCCM), du Santerre et d'Avre, Luce et Moreuil, la préfète dévoile en octobre 2015 son projet qui prévoit la « des communautés de communes d'Avre Luce Moreuil et du Val de Noye », le nouvel ensemble de 22 440 habitants regroupant 49 communes,. À la suite de l'avis favorable des intercommunalités et de la commission départementale de coopération intercommunale en janvier 2016 puis des conseils municipaux et communautaires concernés, la fusion est établie par un arrêté préfectoral du 22 décembre 2016, qui prend effet le 1er janvier 2017.
La commune est donc désormais membre de la communauté de communes Avre Luce Noye (CCALN).

### Liste des maires
| Période                                  | Période                       | Identité                 | Étiquette | Qualité                                               |
| ---------------------------------------- | ----------------------------- | ------------------------ | --------- | ----------------------------------------------------- |
| Les données manquantes sont à compléter. |                               |                          |           |                                                       |
| avant 1988                               |                               | André Coquel             |           |                                                       |
| Les données manquantes sont à compléter. |                               |                          |           |                                                       |
| mars 2001                                | mars 2008                     | Daniel Cotrel            |           | Enseignant retraité                                   |
| mars 2008                                | juillet 2020                  | Marie-Christine Maillart |           | Vice-présidente de la CC Avre Luce Noye (2019 → 2020) |
| juillet 2020                             | En cours (au 13 juillet 2020) | Jérémy Gawlik            |           | Expert construction                                   |

## Population et société

### Démographie
L'évolution du nombre d'habitants est connue à travers les recensements de la population effectués dans la commune depuis 1793. Pour les communes de moins de 10 000 habitants, une enquête de recensement portant sur toute la population est réalisée tous les cinq ans, les populations de référence des années intermédiaires étant quant à elles estimées par interpolation ou extrapolation. Pour la commune, le premier recensement exhaustif entrant dans le cadre du nouveau dispositif a été réalisé en 2008.

En 2022, la commune comptait 555 habitants, en évolution de −4,15 % par rapport à 2016 (Somme : −1,26 %, France hors Mayotte : +2,11 %).
| 1793 | 1800 | 1806 | 1821 | 1831 | 1836 | 1841 | 1846 | 1851 |
| ---- | ---- | ---- | ---- | ---- | ---- | ---- | ---- | ---- |
| 495  | 551  | 575  | 621  | 727  | 732  | 760  | 712  | 678  |

| 1856 | 1861 | 1866 | 1872 | 1876 | 1881 | 1886 | 1891 | 1896 |
| ---- | ---- | ---- | ---- | ---- | ---- | ---- | ---- | ---- |
| 672  | 638  | 615  | 532  | 520  | 467  | 463  | 455  | 441  |

| 1901 | 1906 | 1911 | 1921 | 1926 | 1931 | 1936 | 1946 | 1954 |
| ---- | ---- | ---- | ---- | ---- | ---- | ---- | ---- | ---- |
| 394  | 414  | 404  | 350  | 360  | 322  | 339  | 368  | 361  |

| 1962 | 1968 | 1975 | 1982 | 1990 | 1999 | 2006 | 2008 | 2013 |
| ---- | ---- | ---- | ---- | ---- | ---- | ---- | ---- | ---- |
| 292  | 296  | 341  | 368  | 385  | 372  | 453  | 439  | 571  |

| 2018 | 2022 | - | - | - | - | - | - | - |
| ---- | ---- | - | - | - | - | - | - | - |
| 573  | 555  | - | - | - | - | - | - | - |

### Enseignement
L'école primaire locale fait partie du Regroupement pédagogique intercommunal (RPI) constitué des communes de Cottenchy Dommartin, Fouencamps, Guyencourt-sur-Noye, Remiencourt. L'aspect financier est géré par un SISCO (syndicat scolaire intercommunal).
L'école maternelle établie à Cottenchy compte 22 élèves pour l'année scolaire 2016-2017.
La commune abrite le lycée professionnel d'enseignement agricole du Paraclet.

## Culture locale et patrimoine

### Lieux et monuments

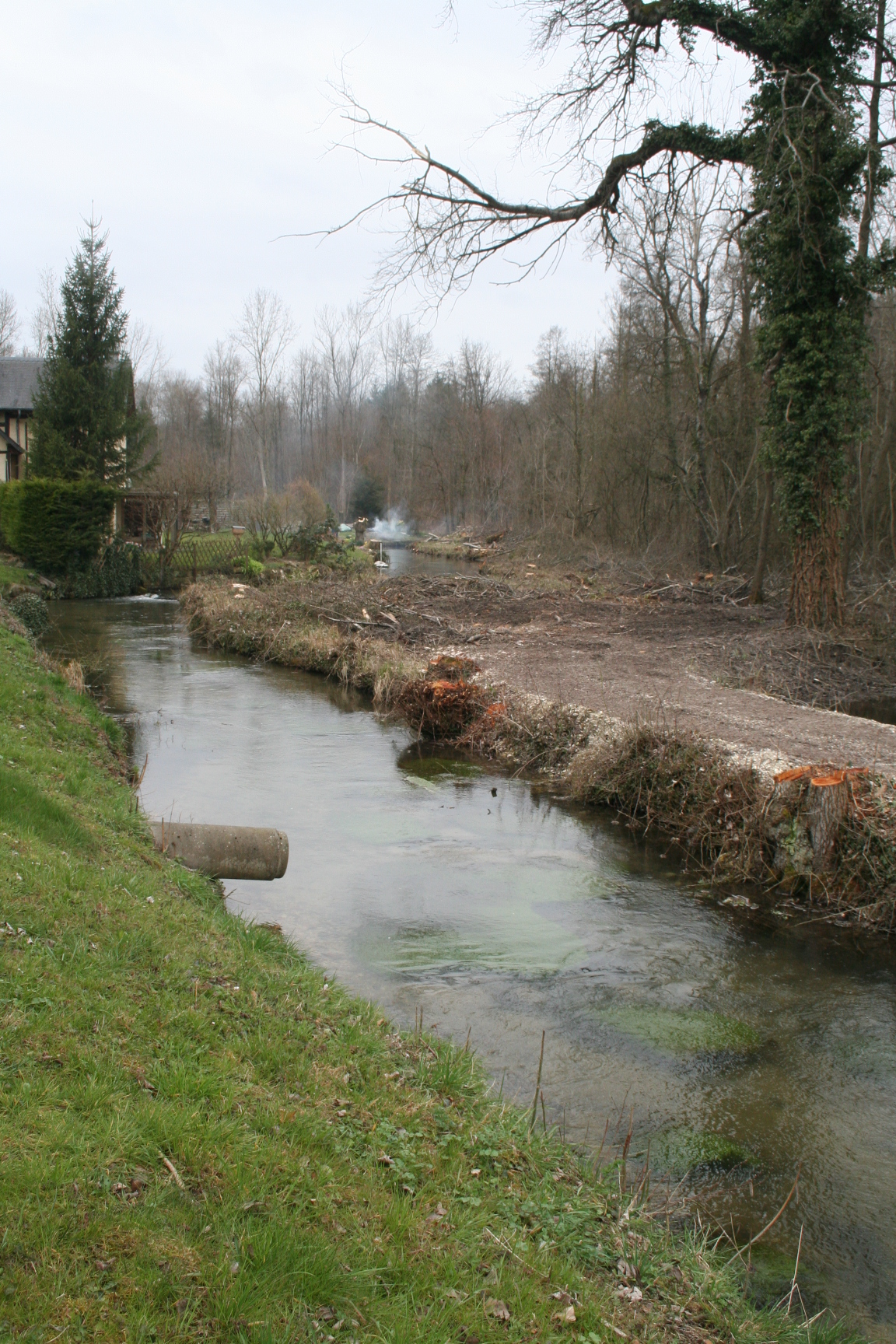
L'Échaut à Pont-d'Grès.

- Monument aux morts : le nom de 18 soldats tués y est gravé.
- Église Saint-Marcel[45], du XVe siècle. C'était un lieu de pèlerinage à saint Druon que l'on invoquait pour la gravelle et les maladies des intestins. Dans le chœur, se trouve une dalle en mémoire de Louis Cardon, charpentier de Cottenchy qui réalisa la première flèche en bois de la cathédrale Notre-Dame d'Amiens[46]. L'église conserve la statue de la Vierge à l'enfant en pierre datant du XIVe siècle provenant de l'ancienne abbaye Notre-Dame du Paraclet. Cette statue est classée monument historique[47].

- Si le village a compté jusqu'à quatre moulins sur la Noye, il n'en compte plus qu'un, le moulin du château, de la fin du XIXe siècle, situé rue de l'Abreuvoir[48],[49],[50]. Seize charpentiers ont été dénombrés dans le village, par le passé[23].
- Ferme du Paraclet. C'était à l'origine l'Abbaye Notre-Dame du Paraclet fondée en 1219 par Enguerrand II, seigneur de Boves[51]. Elle est abandonnée en 1648, à la fin de la guerre de Trente Ans devant la menace des Espagnols. Elle est détruite en 1714 et reconstruite après la Révolution française pour devenir une école d'agriculture en 1886[52].

Le Paraclet comprend une zone humide de 28 hectares dont 20 ont été classés Natura 2000, avec une trentaine d'étangs alimentés par un canal de dérivation de la Noye. Il abrite un centre de formation technique pour les professionnels de l'environnement et de la nature.
Le lycée agricole a ouvert en 2015 une boutique qui distribue ses productions, ainsi que celles de 3 autres établissements et  de 23 producteurs locaux.
- Chapelle Sainte-Ulphe[55], sur l'emplacement d'une source, détruite en 1756, restaurée en 1989-1991 par les élèves du lycée[52].

- La villa Nô, une demeure d'exception sur trois niveaux, bâtie fin XIXe siècle. Elle a accueilli Jean Moulin[56].

### Héraldique
| Blason de Cottenchy | Blason  | Écartelé : aux 1er et 4e de gueules au chevron d'argent accompagné de trois besants d'or, aux 2e et 3e d'azur à la fasce d'argent chargée de trois hures de sanglier de sable, accompagnée de trois étoiles d'or ; à la crosse d'abbesse d'or brochant sur le tout. |
| Blason de Cottenchy | Détails | Le statut officiel du blason reste à déterminer. |

Il s'avère que le conseil municipal n'a pas connaissance de ces armoiries, et envisageait d'en faire composer (entretien avec un adjoint).

### Personnalités liées à la commune
- Sébastien Boucher, porcher de la commune, a effectué ses campagnes de guerre avec l'empereur Napoléon Ier[23].
- Henri Magny (1910-1944), officier de la France Libre, mort au combat en Italie, y est inhumé